# Риджбери
Риджбери (англ. Ridgebury) — один из восьми посёлков у города Вавайанда, штат Нью-Йорк, США. Посёлок и прилегающее к ней поселение расположены в округе Ориндж, примерно в 65 милях к северу от Нью-Йорка.
Первоначально название общины писалось как Ridgeberry в честь ягод, которые росли на хребте, где расположен город.
Весной 2008 года естественные водоемы этого района, включая ручей Кэтлин (англ. Catlin Creek) и озеро Риджбери (англ. Ridgebury Lake), были заполонены стаями змееголова — чрезвычайно хищной рыбы, которая, активно распространяется по Соединенным Штатам. Змееголовы были уничтожены, а все водоемы были заселены местными видами рыбы. 